# Brodnická krajinná chráněná oblast
Brodnická krajinná chráněná oblast je krajinný park (chráněná krajinná oblast), která vznikla v roce 1985 jako 25. chráněné území tohoto druhu v Polsku.

## Poloha a povrch
Krajinná chráněná oblast se nachází ve střední a jižní části Brodnické jezerní plošiny, a zahrnuje oblasti s nejvyššími přírodními a krajinnými hodnotami. Nachází se v Kujavsko-pomořském vojvodství a částečně i ve Varmijsko-mazurském vojvodství. Rozloha parku je 16 685 hektarů.

## Historie
Navrhovatelem vytvoření parku byl prof. Zygmunt Czubiński, který již před druhou světovou válkou předpokládal vytvoření této formy ochrany přírody. Po roce 1945 byla většina oblastí, které označil, chráněna, a park byl založen v roce 1985. V roce 2005 byl park rozšířen o jezero Bachotek a tzv. Bažinaté údolí řeky Drwęca.

## Krajina
Krajina parku je výsledkem činnosti ledovce. Většinu jeho povrchu tvoří zvlněná morénová plošina s četnými prohlubněmi naplněnými jezery a rašeliništěmi, které jsou propojeny sítí vodních toků a kanálů a vytvářejí kompaktní hydrologický systém (vodstvo tvoří 8 % plochy parku) s velkou turistickou hodnotou. Pahorkatina je z velké části pokryta lesy. Také se zde vyvinula typická krajina lesních jezer.

## Jezera a rašeliniště
V parku je dohromady 58 jezer, jejichž rozloha je větší než 1 ha, například Wielkie Partęczyny, Sosno, Łąkorek, Zbiczno. Celkem jezera pokrývají 1790 hektarů. Rašeliniště jsou druhým významným útvarem v parku, nejčastějším typem je slatiniště (tak zvaná slatina). Některá rašeliniště (Okonek) byla chráněna již před rokem 1939.

## Lesy
Lesy pokrývají 40 % plochy parku a jejich dominantou je borovice lesní. Kromě toho zde roste dub letní, olše lepkavá, buk lesní, jasan ztepilý, bříza bělokorá, habr obecný, jilmy a vrby. Na hranici výskytu je zde jeřáb břek, polský modřín, javor klen a tis. Uměle vysazený smrk roste mimo jeho přirozený rozsah. V parku jsou také vrby černající, borovice Banksovy a dub červený. Nejvíce zastoupenými pásmy jsou smíšený les a tak zvané nové jehličnaté lesy. Ve smíšeném lese bylo nalezeno 139 druhů rostlin; mezi jinými konvalinka vonná, metlička křivolaká, hasivka orličí, hadí mord nízký, hruštička. V novém lese lze objevit mimo jiné plavuň a brusnici borůvku. Z listnatých lesů převládají dubohabřiny a v nich rostou: sasanky, orsej jarní, dymnivka plná a zapalice žluťuchovitá (jediné místo v Pomořansku). V olšinách se vyskytuje podezřeň královská a v dubohabřině střevíčník pantoflíček.

## Přírodní rezervace
- Bachotek – rašeliniště
- Přírodní rezervace Jar Gradowy Cieleta – les
- Mieliwo – les
- Okonek – rašeliniště
- Retno – les
- Řeka Drwęca – fauna
- Streszek – rašeliniště
- Ostrov u jezera Parteczyny Wielkie – floristický
- Bažinové jeřáby – rašeliniště

## Galerie

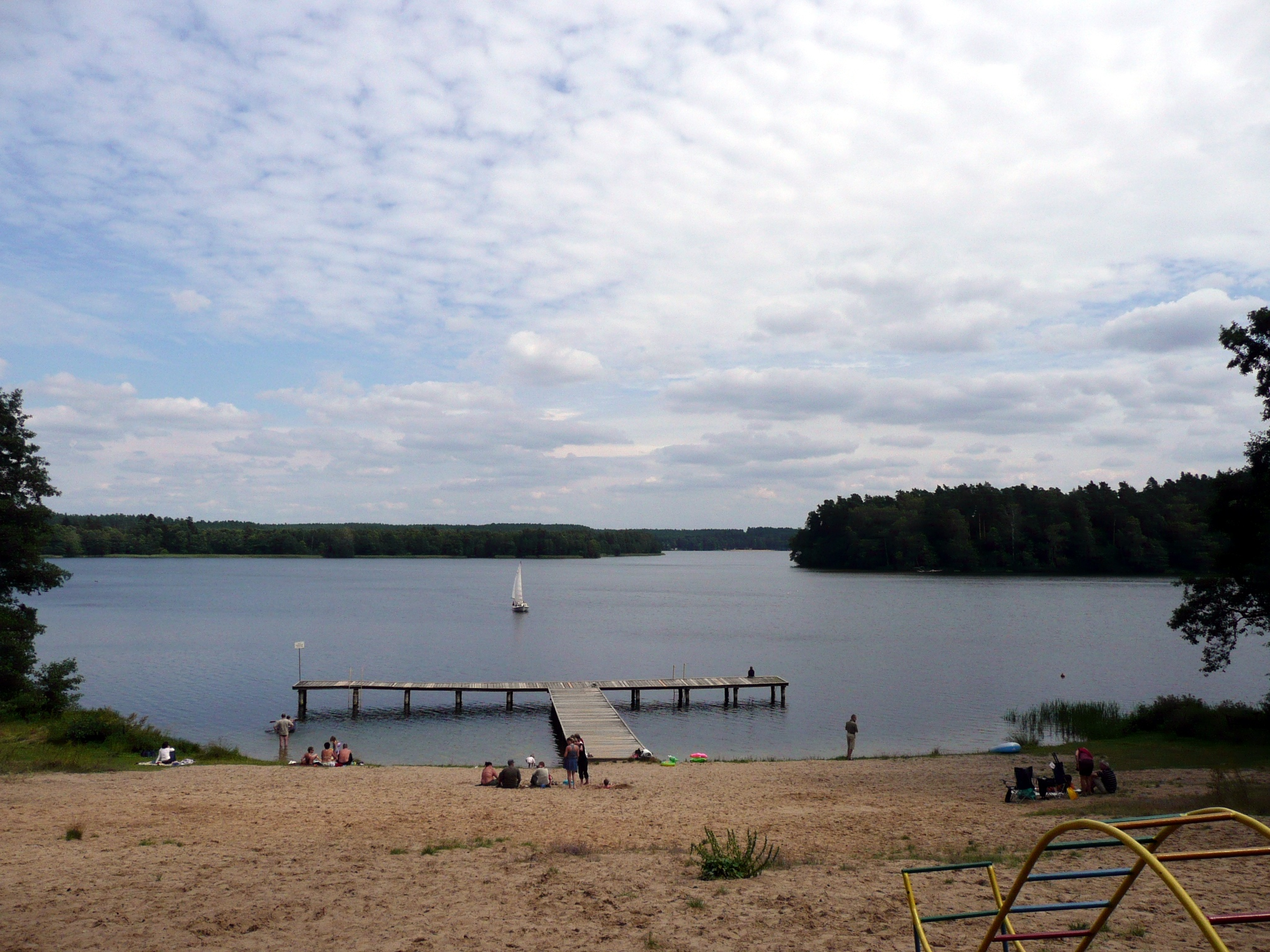
Jezero Patreczyny Wielkie
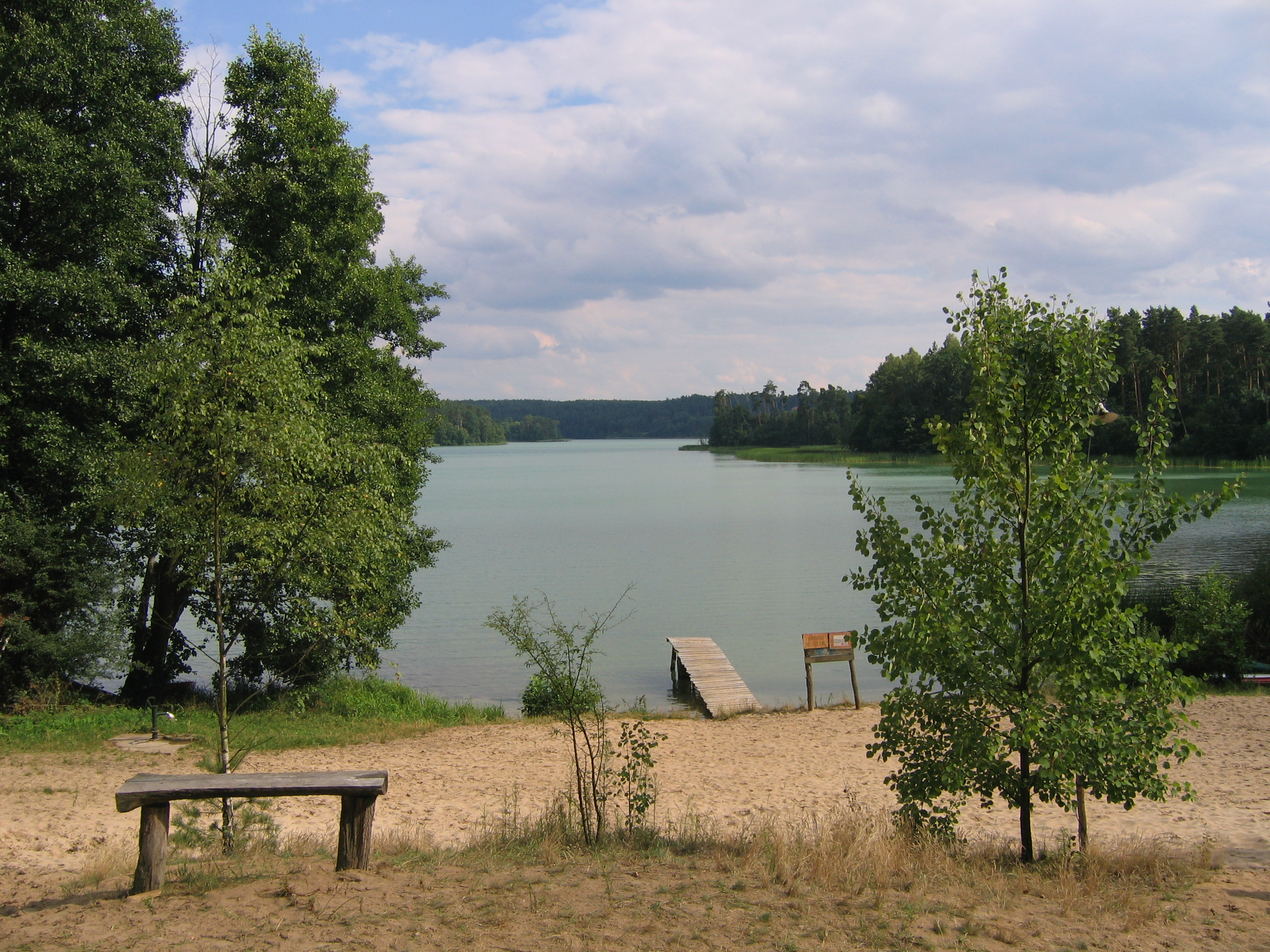
Jezero Zbiczno
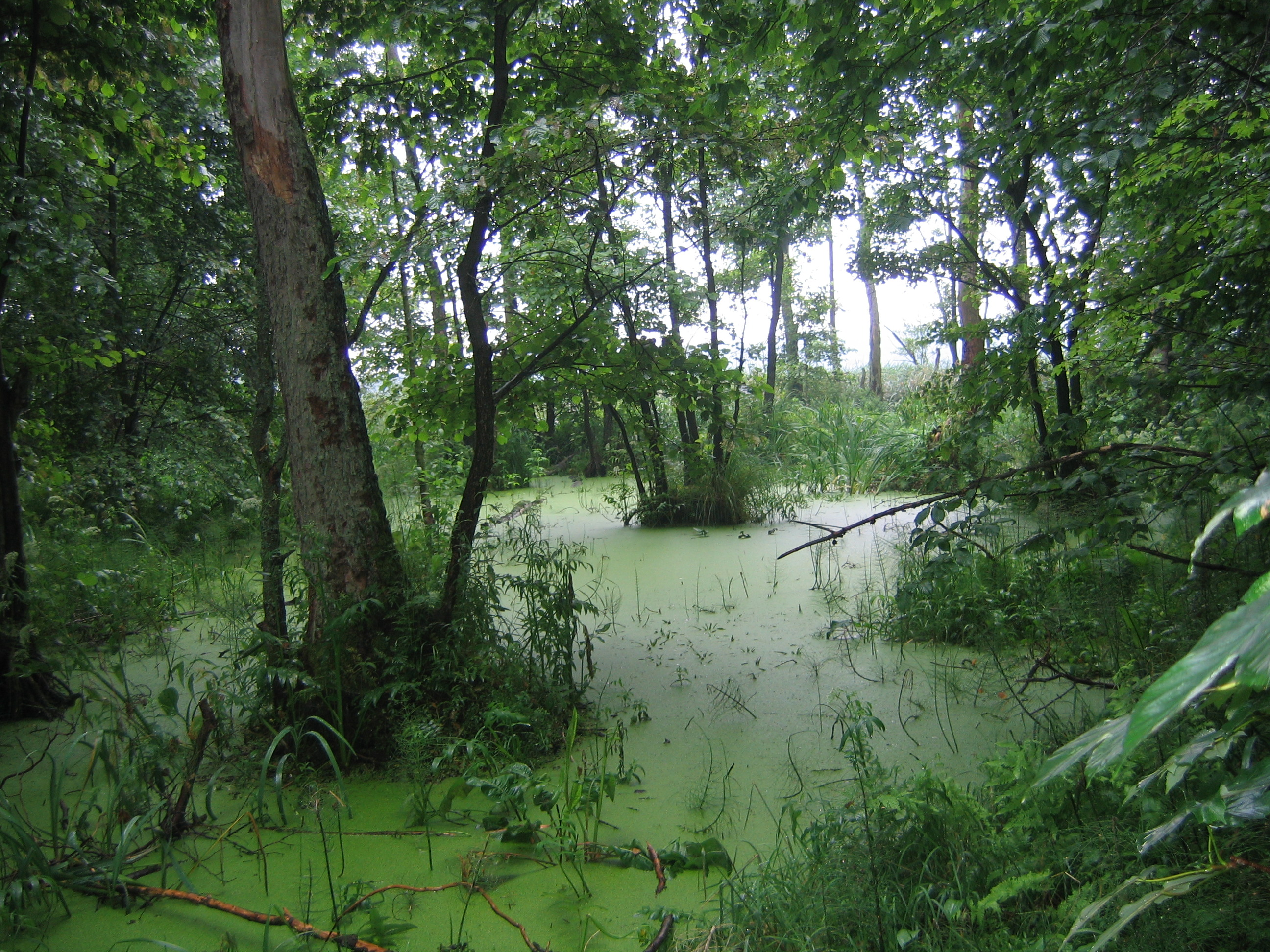
Jezero Zbiczno
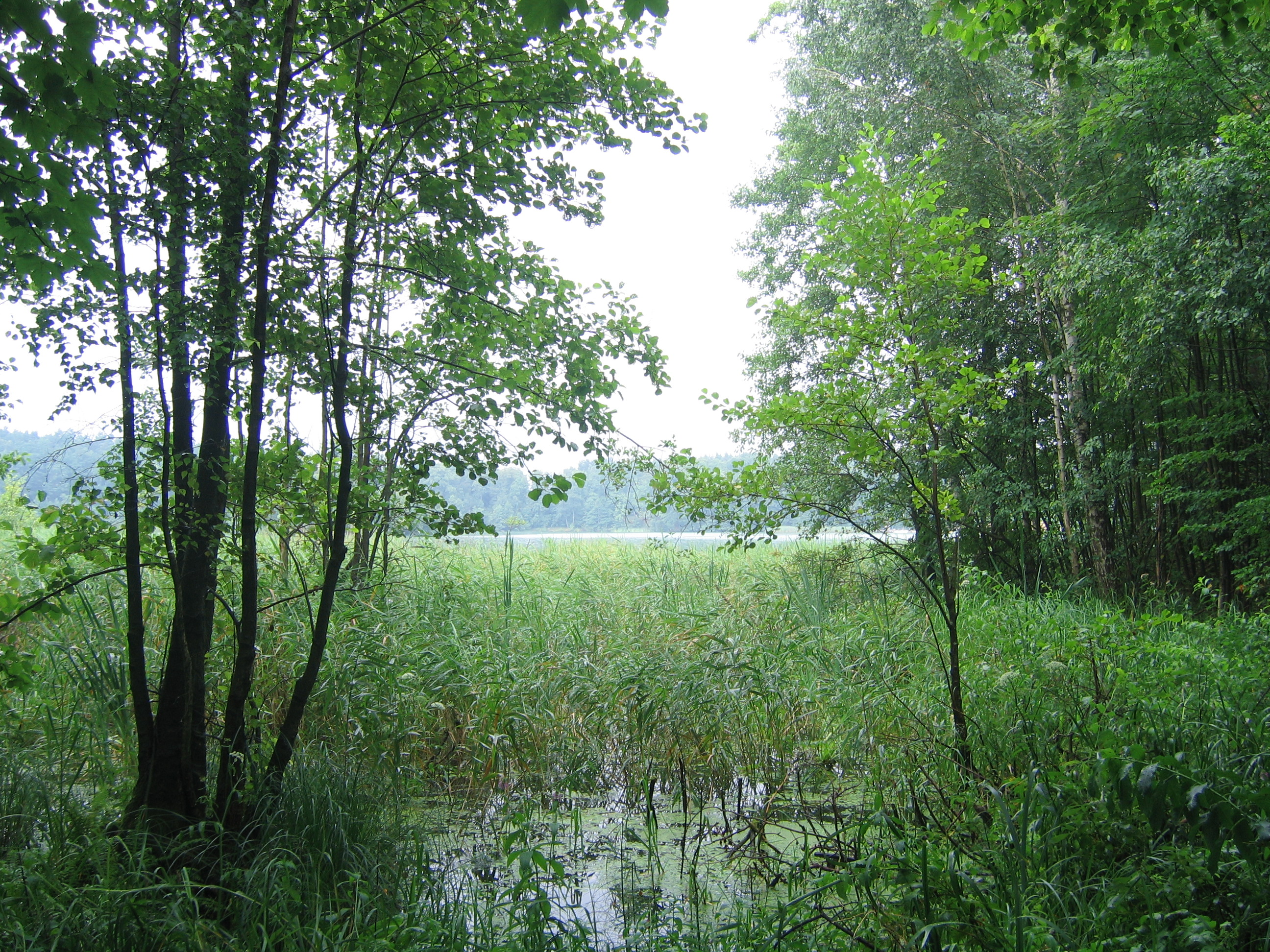
Jezero Zbiczno
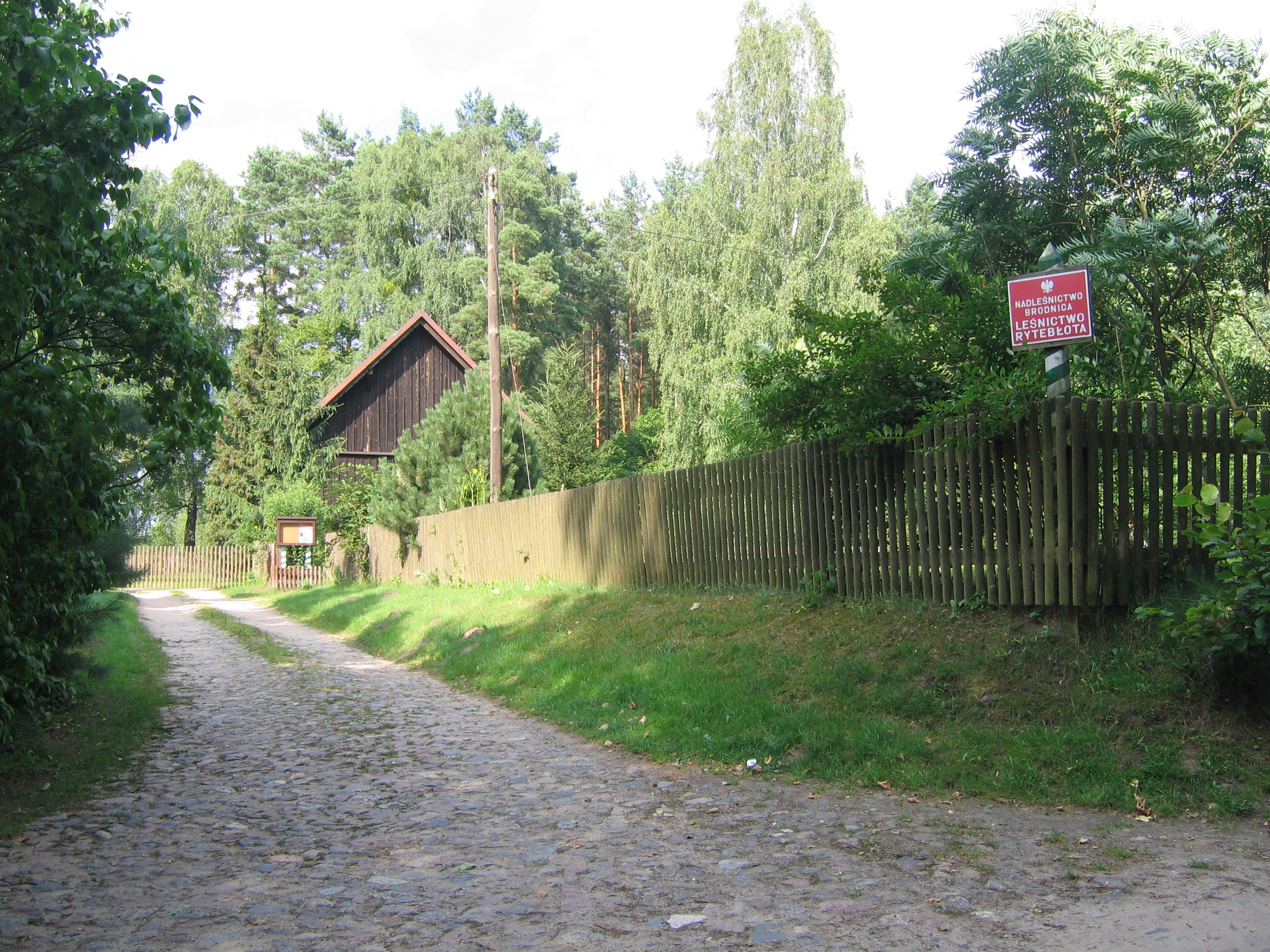
Ryteblota
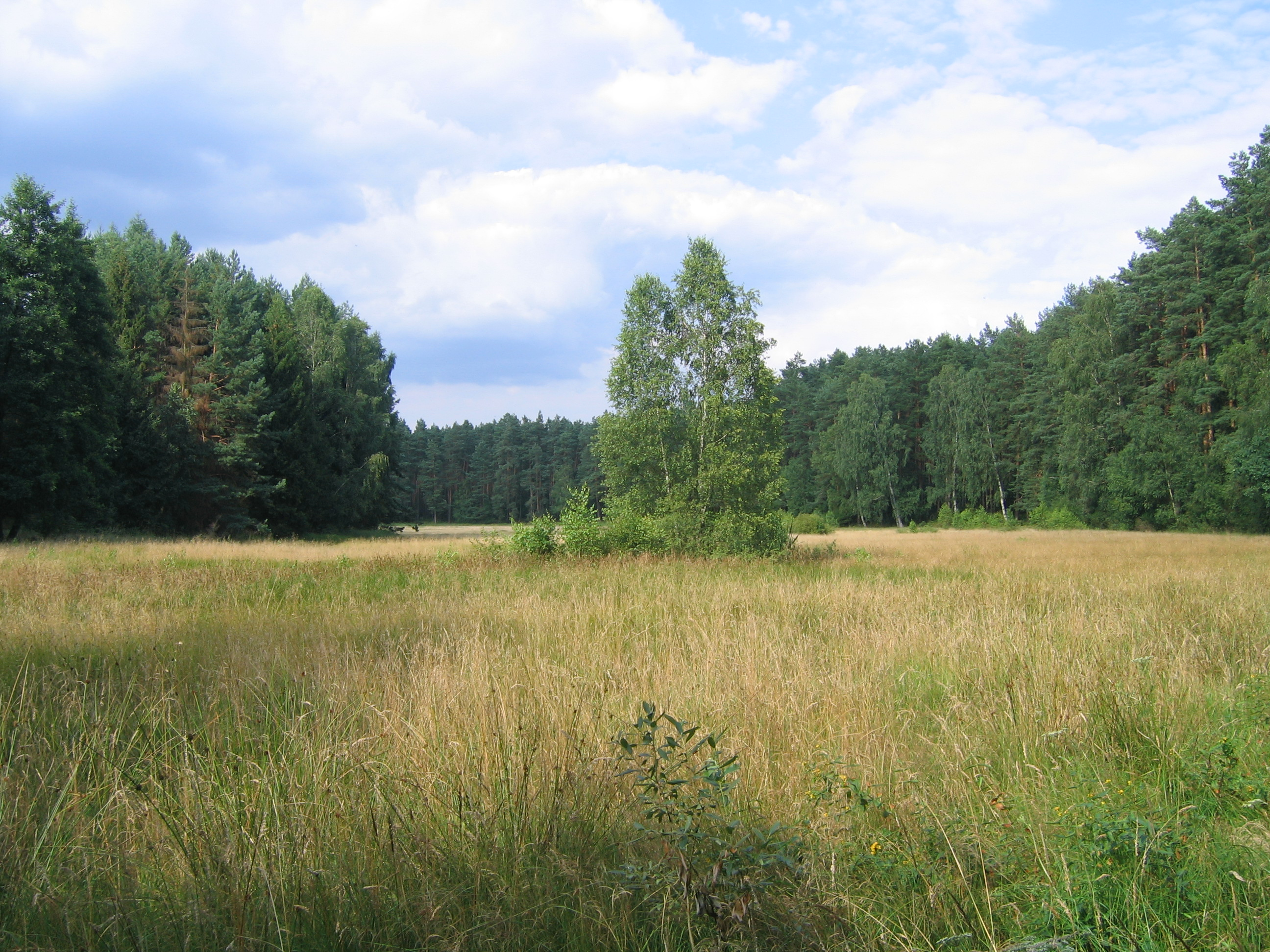
Brodnická krajinná chráněná oblast v okolí jezera Zbiczno